# Marija Crvelin
Marija Crvelin (Split, 1923. – Zagreb, 2013.), hrvatska pjesnikinja i kolumnistica

## Životopis
Rođena je kao Marija Marinić-Kragić u Splitu 1923. godine. Na Višoj pedagoškoj školi u Splitu završila je studij hrvatskoga jezika i književnosti te ruskoga jezika i ruske književnosti. Na Filozofskom fakultetu Sveučilišta u Zagrebu studirala je i diplomirala jugoslavensku književnost i hrvatski jezik. Predavala je predmete svoje struke u mnogim školama u Hrvatskoj te deset godina hrvatski jezik i književnost djeci naših iseljenika u Frankfurtu na Majni. 
Iz ugledne građanske obitelji, veći dio svoga života posvetila je Zagrebu. Iz skupne je samozatajnih hrvatskih intelektualaca koji u tišini svog doma, bez obzira na životnu dob, budno i s razumijevanjem prate politička, društvena i kulturna zbivanja u zemlji. I nakon odlaska u mirovinu, nije se predala umirovljeničkoj letargiji ili pasatizmu poput mnogih njenih kolega. Poznavateljica je nekoliko svjetskih jezika, vlasnica bogate knjižnice izabrane literature. Poznavateljica hrvatske, ruske, njemačke, francuske i drugih književnosti. Oglede i članke objavljivala je u Vjesniku, Hrvatskoj reviji i Hrvatskome slovu. Ističe da u pokretima koje su vodili ustaše i u partizanima koje su vodili komunisti bilo je vrlo mnogo iskrenih rodoljuba koji su se digli u obranu slobode i naroda, ali su jedni i drugi zloupotrijebljeni za uspostavu diktatura.

## Djela
- Dok se ne kaže istina, 2009. (publicistika)[1]
- Zvijezde nad Kolimom, 2009. (poezija).[4]

## Vanjske poveznice
- Dok se ne kaže istina, Verbum